# Supercoupe de Maurice de football
La Supercoupe de Maurice de football (ou Charity Shield) est une compétition de football organisée par la Fédération de Maurice de football, opposant sur un match unique le champion de Maurice au vainqueur de la Coupe de Maurice (ou son finaliste si le champion réalise le doublé Coupe-Championnat). Il se joue traditionnellement en ouverture de la saison.

## Palmarès
| Année | Vainqueur                         | Score       | Finaliste               |
| ----- | --------------------------------- | ----------- | ----------------------- |
| 2014  | Petite Rivière Noire FC           | 2-0         | Cercle de Joachim       |
| 2015  | Cercle de Joachim                 | 2-1         | Petite Rivière Noire FC |
| 2016  | AS Port-Louis 2000                | 1-0         | Pamplemousses SC        |
| 2017  | AS Port-Louis 2000                | 1-1, 5-4tab | Pamplemousses SC        |
| 2018  | Pamplemousses SC                  | 1-0         | GRSE Wanderers          |
| 2019  | Roche-Bois Bolton City Youth Club | 2-2, 4-1tab | Pamplemousses SC        |

## Super Cup
Une Super Cup est organisée en 2015 et 2016 opposant en fin de saison sur un match unique le vainqueur de la Coupe de Maurice au vainqueur de la Coupe de la république de Maurice, avec à la clé une qualification en Coupe de la confédération.
| Année | Vainqueur               | Score | Finaliste            |
| ----- | ----------------------- | ----- | -------------------- |
| 2015. | Petite Rivière Noire FC | 1-0   | La Cure Sylvester SC |
| 2016. | Pamplemousses SC        | 3-2   | Cercle de Joachim    |